# Nur Tatar
Nur Tatar (Vã, 16 de agosto de 1992) é uma taekwondista turca.
Nur Tatar competiu nos Jogos Olímpicos de 2012 na qual conquistou a medalha de prata.